# Teseo sul Minotauro
Teseo e il Minotauro è un'opera scultorea realizzata da Antonio Canova tra il 1781 e il 1783, esposta nel Victoria and Albert Museum di Londra. Il gesso di quest'opera viene conservato presso la Gipsoteca canoviana di Possagno. 

## Descrizione

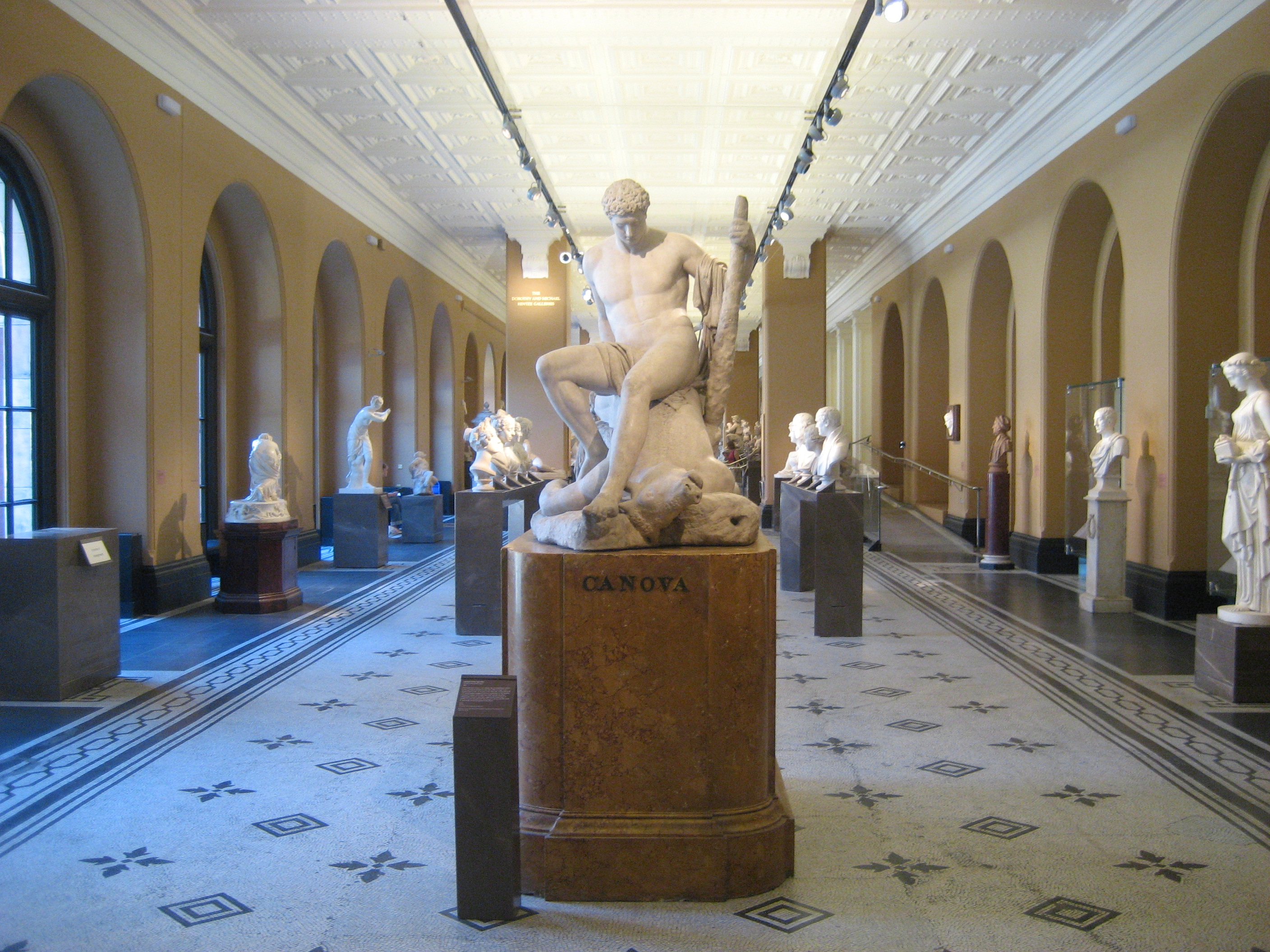
La sala 22 del Victoria and Albert Museum: in primo piano il Teseo sul Minotauro

Il soggetto mitologico è tratto dalle Metamorfosi del poeta latino Ovidio. Nell'antica leggenda viene narrata la storia di Teseo, l'eroe greco che con l'aiuto di Arianna riuscì a penetrare nel labirinto di Cnosso e a uccidere il Minotauro, una mostruosa creatura con la testa di toro e il corpo di uomo. Quest'episodio si prestava a diverse traduzioni nel marmo: uno scultore barocco come Gian Lorenzo Bernini, per esempio, avrebbe scelto di raffigurare il momento cruento del combattimento, realizzando un gruppo ricco di dinamismo. Canova, mostrandosi intimamente vicino alla poetica neoclassica, sceglie invece di immortalare nel marmo il momento immediatamente successivo alla conclusione del conflitto. Nell'opera, infatti, Teseo è rappresentato dopo la lotta, mentre si siede sul mostro che ha appena ucciso, come un cacciatore su una preda: il Minotauro, a sua volta, si trova su una roccia in una posizione a «S» rovesciata. Dal punto di vista allegorico, l'intera opera allude alla vittoria della ragione sull'irrazionalità (tipica delle bestie), in piena armonia con la temperie illuminista.
Teseo è raffigurato mentre è pervaso da una grande sensazione di pace e tranquillità, perfino di stanchezza, come si evince dal corpo né teso né contratto: il suo atteggiamento è completamente diverso da quello che aveva prima, quando era acceso dalla rabbia e dalla furia per uccidere il Minotauro. L'eroe, addirittura, guarda ora il mostro sconfitto con pietà, dato che la nobiltà del suo animo gli impedisce di provare odio o risentimento verso il nemico. L'intero gruppo, insomma, trasmette una sensazione di quiete fisica e spirituale, rispondendo perfettamente a quella «nobile semplicità e quieta grandezza» che Winckelmann riteneva essere le caratteristiche peculiari dell'arte ellenistica, alla quale l'opera si rifà esplicitamente soprattutto nelle forme anatomiche del Teseo.